# Amphoe Taphan Hin
Amphoe Taphan Hin (Thai: อำเภอ ตะพานหิน) ist ein Landkreis (Amphoe – Verwaltungs-Distrikt) im zentralen Teil der Provinz Phichit. Die Provinz Phichit liegt im südlichen Teil der Nordregion von Thailand.

## Geographie
Benachbarte Landkreise (von Osten im Uhrzeigersinn): die Amphoe Thap Khlo, Bang Mun Nak, Pho Thale, Bueng Na Rang, Pho Prathap Chang, Mueang Phichit und Wang Sai Phun der Provinz Phichit.

## Geschichte
Im Jahr 1937 wurde der „Zweigkreis“ (King Amphoe) Taphan Hin eingerichtet, indem man die Kleinbezirke Huai Ket des Mueang-Bezirks, Thap Khlo und Khlong Khun vom Bezirk Bang Mun Nak sowie Wang Samrong des Pho-Thale-Bezirks neu zusammensetzte. Taphan Hin war dem Bezirk Mueang Phichit untergeordnet. 1940 wurde er zu einem Amphoe heraufgestuft.

## Verwaltung

### Provinzverwaltung
Der Landkreis Taphan Hin ist in 13 Tambon („Unterbezirke“ oder „Gemeinden“) eingeteilt, die sich weiter in 91 Muban („Dörfer“) unterteilen.
| Nr. | Name          | Thai      | Muban | Einw.  |
| --- | ------------- | --------- | ----- | ------ |
| 01. | Taphan Hin    | ตะพานหิน   | 0-    | 15.572 |
| 02. | Ngio Rai      | งิ้วราย     | 08    | 06.175 |
| 03. | Huai Ket      | ห้วยเกตุ    | 09    | 05.856 |
| 04. | Sai Rong Khon | ไทรโรงโขน | 03    | 01.390 |
| 05. | Nong Phayom   | หนองพยอม  | 11    | 06.886 |
| 06. | Thung Pho     | ทุ่งโพธิ์     | 07    | 01.994 |
| 07. | Dong Takhop   | ดงตะขบ    | 10    | 03.348 |
| 08. | Khlong Khun   | คลองคูณ    | 07    | 04.096 |
| 09. | Wang Samrong  | วังสำโรง   | 07    | 05.848 |
| 10. | Wang Wa       | วังหว้า     | 07    | 04.002 |
| 11. | Wang Lum      | วังหลุม     | 10    | 06.933 |
| 12. | Thap Man      | ทับหมัน     | 06    | 04.240 |
| 13. | Phai Luang    | ไผ่หลวง    | 06    | 02.715 |

### Lokalverwaltung
Es gibt eine Kommune mit „Stadt“-Status (Thesaban Mueang) im Landkreis:
- Taphan Hin (Thai: เทศบาลเมืองตะพานหิน) bestehend aus dem kompletten Tambon Taphan Hin.

Es gibt eine Kommune mit „Kleinstadt“-Status (Thesaban Tambon) im Landkreis:
- Nong Phayom (Thai: เทศบาลตำบลหนองพยอม) bestehend aus dem kompletten Tambon Nong Phayom.

Außerdem gibt es zehn „Tambon-Verwaltungsorganisationen“ (องค์การบริหารส่วนตำบล – Tambon Administrative Organizations, TAO)
- Ngio Rai (Thai: องค์การบริหารส่วนตำบลงิ้วราย) bestehend aus den kompletten Tambon Ngio Rai, Sai Rong Khon.
- Huai Ket (Thai: องค์การบริหารส่วนตำบลห้วยเกตุ) bestehend aus dem kompletten Tambon Huai Ket.
- Thung Pho (Thai: องค์การบริหารส่วนตำบลทุ่งโพธิ์) bestehend aus dem kompletten Tambon Thung Pho.
- Dong Takhop (Thai: องค์การบริหารส่วนตำบลดงตะขบ) bestehend aus dem kompletten Tambon Dong Takhop.
- Khlong Khun (Thai: องค์การบริหารส่วนตำบลคลองคูณ) bestehend aus dem kompletten Tambon Khlong Khun.
- Wang Samrong (Thai: องค์การบริหารส่วนตำบลวังสำโรง) bestehend aus dem kompletten Tambon Wang Samrong.
- Wang Wa (Thai: องค์การบริหารส่วนตำบลวังหว้า) bestehend aus dem kompletten Tambon Wang Wa.
- Wang Lum (Thai: องค์การบริหารส่วนตำบลวังหลุม) bestehend aus dem kompletten Tambon Wang Lum.
- Thap Man (Thai: องค์การบริหารส่วนตำบลทับหมัน) bestehend aus dem kompletten Tambon Thap Man.
- Phai Luang (Thai: องค์การบริหารส่วนตำบลไผ่หลวง) bestehend aus dem kompletten Tambon Phai Luang.

## Verkehr
Taphan Hin hat einen Bahnhof der Thailändischen Staatsbahn an der Nordbahn, die Bangkok mit Chiang Mai verbindet.